# 高棉播棋
高棉播棋（Bay Khom），是流傳於高棉的兩人棋類，是種播棋類，類似越南播棋、白族播棋的簡化版。

## 棋具
- 長方形棋盤，分為兩列各五個棋洞，兩方玩家各分一列。

- 初始佈置時，每方最右洞有五顆棋子，其餘洞有四顆小棋子。共四十二顆棋子。

## 規則
- 每回合玩家輪流行棋，從己方有棋子的棋洞取出所有棋子，先選定順或逆時鐘方向，再分配到其他的小洞中，一洞分配一顆，直至分配完。當最後一顆棋子落下時，需從其第一順位棋洞取走所有棋子再以同方向進行分配，直到最後分投的棋子落下時其第一順位棋洞為空洞時方結束回合，並將第二順位棋洞的棋子全部取走，作為分數。

- 當無法從自己列的洞開始分投時，其餘棋子歸於對手，遊戲結束。

- 獲得超過總棋子數量一半時得勝[1]。

## 外部連結
- 遊戲介紹 （页面存档备份，存于）